# Émile Seeldrayers
 (septembre 2023).
Si vous disposez d'ouvrages ou d'articles de référence ou si vous connaissez des sites web de qualité traitant du thème abordé ici, merci de compléter l'article en donnant les références utiles à sa vérifiabilité et en les liant à la section « Notes et références ».
Émile Seeldrayers (Gand, 24 janvier 1847 - Bruxelles, 21 mai 1933) est un lépidoptériste,  peintre de genre, et illustrateur belge de l'École de peinture de Düsseldorf.

## Biographie
Il s’est formé à la peinture à l'Académie des beaux-arts de Düsseldorf.
Il est le père de l'architecte Fritz Seeldrayers.